# السلامية (إبراء)
السلامية منطقة سكنية تقع في ولاية إبراء، التابعة لمحافظة شمال الشرقية في سلطنة عمان. يقدر عدد سكانها بـ 181 نسمة حسب إحصاء عام 2010 التابع للمركز الوطني للإحصاء والمعلومات الحكومي. رمز المنطقة هو 90140220.

## الوصلات الخارجية
- المركز الوطني للإحصاء والمعلومات، سلطنة عمان